# Swae Lee
Swae Lee, pseudonimo di Khalif Malik Ibn Shaman Brown (Inglewood, 7 giugno 1993), è un rapper, cantante e produttore discografico statunitense.

## Biografia
Khalif Malik Ibn Shaman Brown nasce il 7 giugno 1993 a Inglewood, in California. È cresciuto a Tupelo, Mississippi, dove ha iniziato a fare musica con suo fratello Slim Jxmmi e con il rapper Lil Pantz. Nel 2013, lui e Slim hanno firmato per l'etichetta discografica EarDrummers Entertainment. Hanno anche pubblicato tre album studio, SremmLife, SremmLife 2 e SR3MM, sempre sotto l'etichetta EarDrummers.

## Carriera

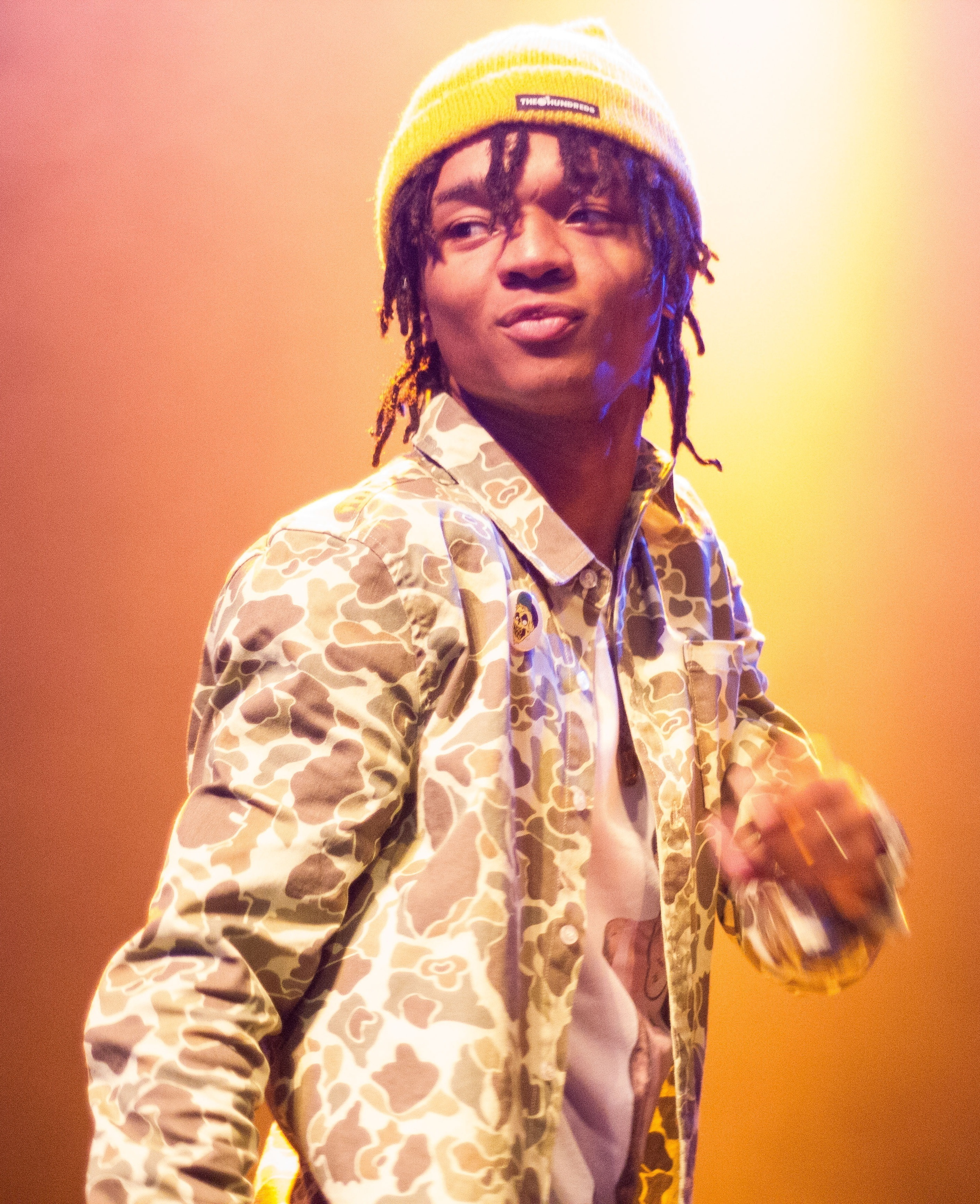
Brown nel 2015

### Inizi con i Rae Sremmurd (2014-2015)
Nel 2014, dopo avere firmato per la EarDrummers, Swae Lee e suo fratello Slim Jxmmi pubblicano No Flex Zone, il loro primo singolo come Rae Sremmurd. Il singolo ottiene un buon successo, che spinge il duo a pubblicare prima il singolo No Type, che raggiunge la sedicesima posizione della Billboard Hot 100, poi Throw Sum Mo, che arriva alla trentesima posizione della Hot 100. L'ultimo dei due singoli presenta i featuring di Young Thug e Nicki Minaj.
Il 6 gennaio 2015, i Rae Sremmurd pubblicano il loro primo album in studio, SremmLife.
Nel marzo 2015, Brown è apparso nel suo primo singolo da solista, Drinks on Us di Mike Will Made It, nel quale apparivano anche gli artisti Future e The Weeknd. Nel settembre 2015, è apparso in Burn Slow di Wiz Khalifa, che ha raggiunto la posizione numero 83 nella Billboard Hot 100, rendendolo il primo ingresso solista di Brown in classifica.

### Secondo album con i Rae Sremmurd eUnforgettable(2016-2017)
Nell'aprile 2017, Brown appare in Unforgettable di French Montana. Il singolo raggiunge la terza posizione della Billboard Hot 100, diventando il primo singolo nella top ten di Brown come artista solista.
Nell'agosto 2016, i Rae Sremmurd pubblicano il loro secondo album in studio, SremmLife 2, che contiene il singolo Black Beatles, probabilmente il brano più di successo dei Rae Sremmurd.

### SR3MM,Swaecatione successo da solista (2018-2022)
Il 4 maggio 2018, quasi due anni dopo il suo annuncio iniziale nell'agosto 2016, Brown ha pubblicato il suo album solista di debutto, Swaecation come parte di un set di tre album, che conteneva anche il terzo album in studio dei Rae Sremmurd, SR3MM e l'album di debutto da solista del fratello di Brown Slim Jxmmi, Jxmtro.

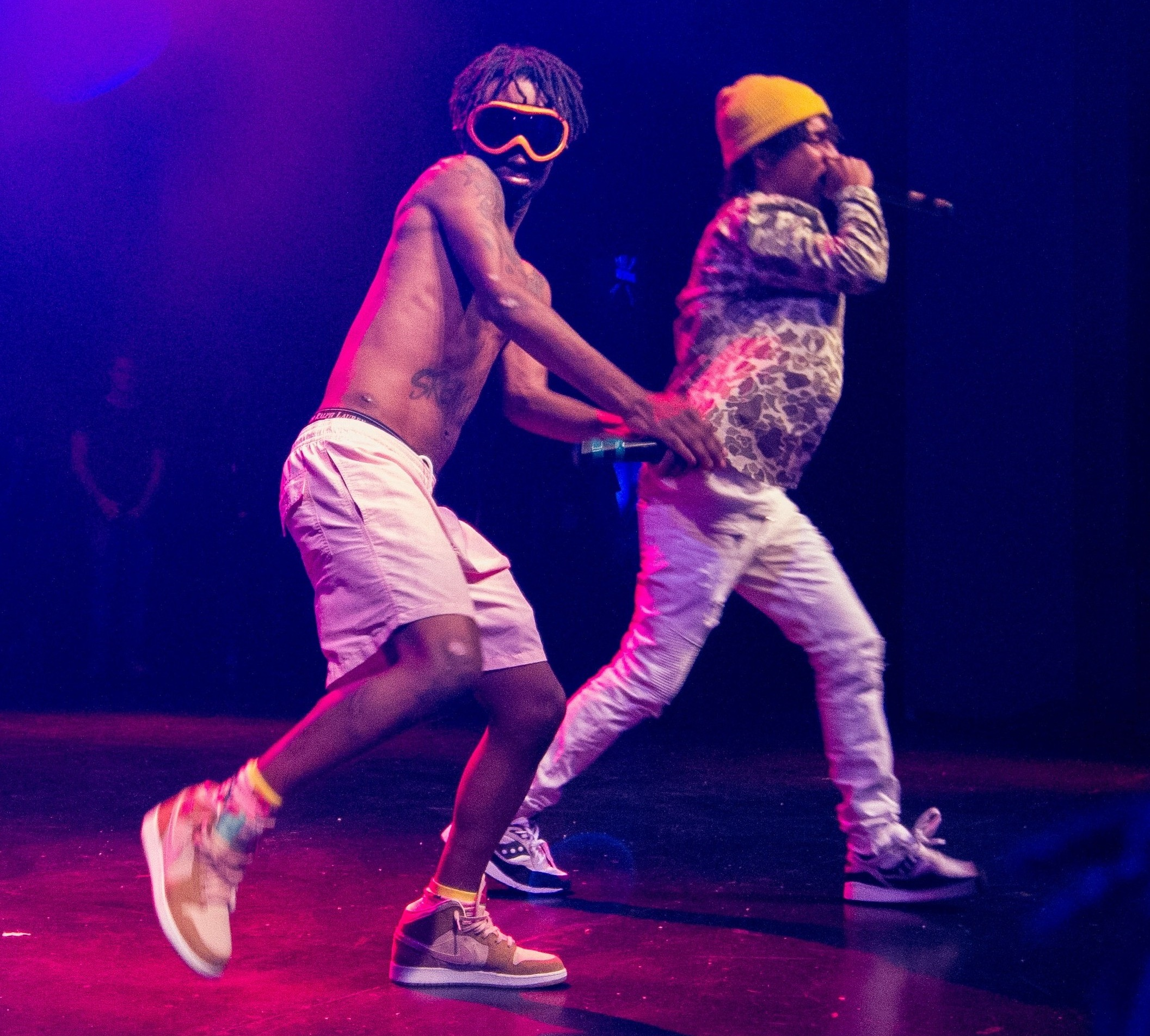
Swae Lee e Slim Jxmmi in concerto come Rae Sremmurd

Nell'ottobre 2018, è apparso nel singolo Close to Me di Ellie Goulding e Diplo. Brown collabora anche al singolo postumo di XXXTentacion Arms Around You, insieme a Lil Pump e Maluma. Il 18 ottobre 2018, Brown è apparso nel singolo di Post Malone Sunflower, che va a far parte della colonna sonora del film Spider-Man: Un nuovo universo, che è diventata il primo brano di Brown da solista a raggiungere la vetta della Billboard Hot 100. Nel novembre 2018, Brown pubblica un singolo intitolato TR666 insieme a Trippie Redd.
A settembre 2020 pubblica il singolo Dance like No One's Watching, seguito da quello in collaborazione con Tyga e Lil Mosey Krabby Step, che va a fare parte della colonna sonora del film SpongeBob: Amici in fuga.
A dicembre del 2020 annuncia che nel 2021 pubblicherà l'album Human Nature, che comprenderà molti featuring, tra i quali Roddy Ricch.

### Sremm 4 Lifee il ritorno dei Rae Sremmurd (2022-)
Tra il 2020 e il 2023 appare in diverse tracce come Mixed Signals con Skrillex, Trap Car 3 con Medi prendendo lo pseudonimo di MedDrummers. 
Nel 2022 annuncia l'uscita del quarto album in studio del duo Rae Sremmurd (Swae Lee & Slim Jxmmi) intitolato Sremm4Life.
Il 7 Aprile ese il quarto album in studio del duo Rae Sremmurd "Sremm 4 Life".

## Discografia

### Album in studio

#### Da solista
- 2018 – Swaecation
- 2021 – Human Nature (TBA)

#### Con i Rae Sremmurd
- 2014 – SremmLife (con Slim Jxmmi come Rae Sremmurd)
- 2016 – SremmLife 2 (con Slim Jxmmi come Rae Sremmurd)
- 2018 – SR3MM (con Slim Jxmmi come Rae Sremmurd)
- 2023 - Sremm 4 Life (con Slim Jxmmi come Rae Sremmurd)

### Singoli

#### Come artista principale

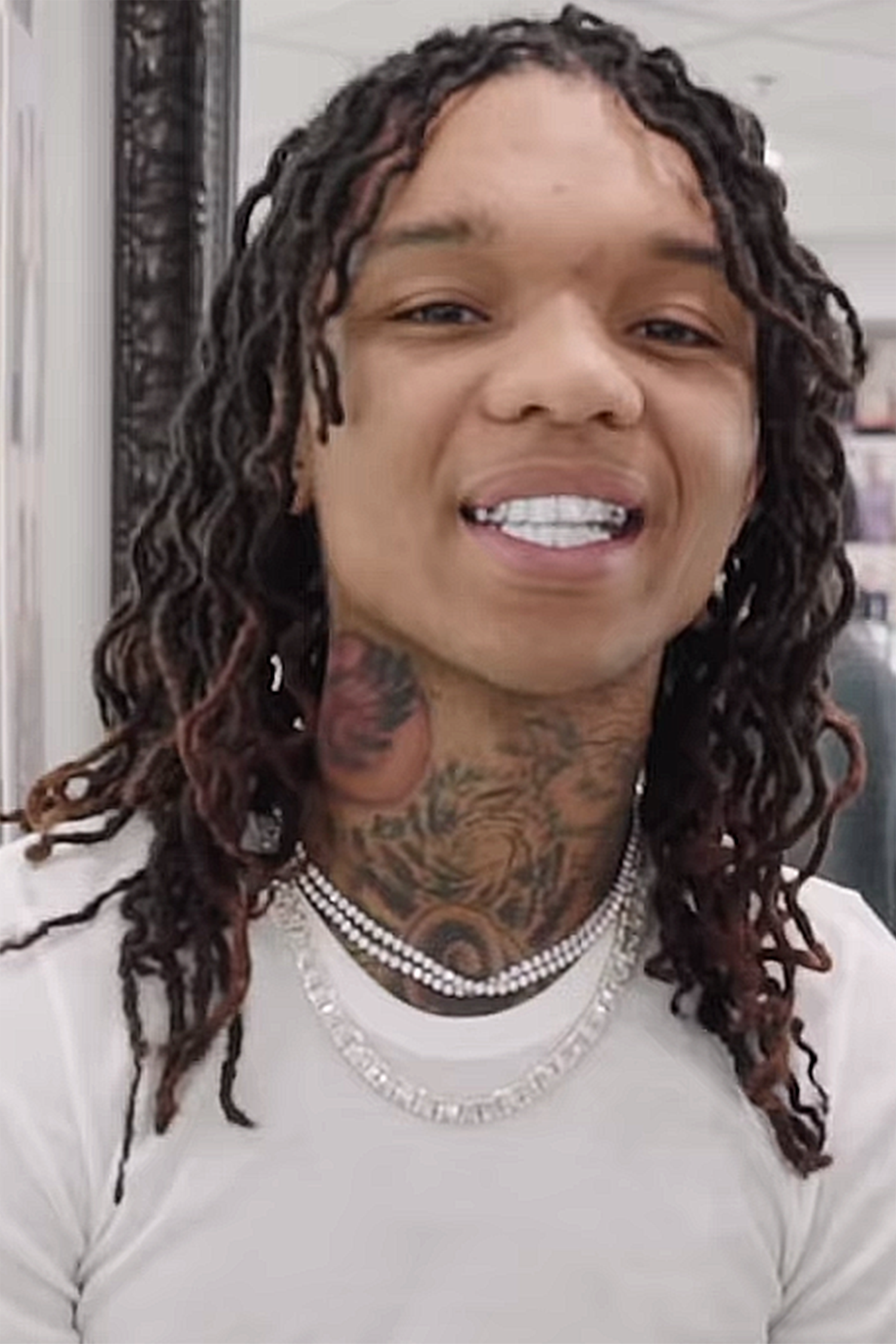
Swae Lee nel 2019

- 2017 – Unforgettable (con French Montana)
- 2018 – Hurt to Look
- 2018 – Guatemala (con Slim Jxmmi feat. Rae Sremmurd)
- 2018 – Sunflower (con Post Malone)
- 2018 – TR666 (con Trippie Redd)
- 2018 – Better to Lie (con Benny Blanco e Jesse)
- 2018 – Christmas at Swae's
- 2019 – Crave (con Madonna)
- 2019 – Sextasy
- 2019 – Won't be Late (feat. Drake)
- 2020 – IDKW (con Rvssian e Shenseea feat. Young Thug)
- 2020 – Out of Your Mind (con French Montana feat. Chris Brown)
- 2020 – Roxanne (Remix) (con Arizona Zervas)
- 2020 – Someone Said
- 2020 – Catch Up (con Chloe x Halle feat. Mike WiLL Made-It)
- 2020 – Reality Check
- 2020 – Be Like That (con Kane Brown e Khalid)
- 2020 – Dance like No One's Watching
- 2020 – Krabby Step (con Tyga e Lil Mosey)
- 2021 – Too Bizarre (con Skrillex e Siiickbrain)
- 2021 – Forever Never (con PnB Rock e Pink Sweats)
- 2021 – In the Dark (con Jhené Aiko)

#### Singoli in collaborazione
- 2015 – Drink on Us (Mike WiLL Made-It feat. The Weeknd, Swae Lee e Future)
- 2018 – Hopeless Romantic (Wiz Khalifa feat. Swae Lee)
- 2018 – Real Friends (Remix) (Camila Cabello feat. Swae Lee)
- 2018 – R.I.P. Screw (Travis Scott feat. Swae Lee)
- 2018 – Close to Me (Ellie Goulding e Diplo feat. Swae Lee)
- 2018 – Arms Around You (XXXTentacion e Lil Pump feat. Maluma e Swae Lee)
- 2019 – Diva (Aazar feat. Swae Lee e Tove Lo)
- 2019 – Walking (Joji e Jackson Wang feat. Swae Lee e Major Lazer)
- 2020 – Thrusting (Internet Money feat. Swae Lee e Future)
- 2021 – C'est cuit (Major Lazer feat. Aya Nakamura e Swae Lee)
- 2021 – Hotel Bed (Chelsea Collins feat. Swae Lee)
- 2022 – Trap Car 3  (Medi feat. Swae Lee)
- 2024 - Airplane Tickets (feat Pharrell Williams e Rauw Alejandro)